# Białoruski Komitet Samopomocy
Białoruski Komitet Samopomocy (biał. Беларускі Камітэт Самапомачы, BKS) – białoruska kolaboracyjna organizacja społeczno-kulturalna w Niemczech i innych okupowanych krajach na początku II wojny światowej
Latem 1940 r. przebywający w Berlinie Białorusini uzyskali zgodę na utworzenie Białoruskiego Komitetu Samopomocy. Początkowo jego nazwa miała brzmieć Białoruski Komitet Narodowy, co pokazuje cele jego twórców, ale władze niemieckie nie wyraziły na to zgody. Białoruska instytucja z nazwą "narodowa" mogła być postrzegana przez Sowietów jako polityczna, a obowiązywał wówczas pakt Ribbentrop-Mołotow. Na czele Komitetu stanął Mikałaj Szkialonak, zaś sekretarzem został Andriej Barouski. W skład kierownictwa wchodzili m.in. Mikoła Abramczyk, Bazyl Kamarouski, Alaksandar Kryt, Balasłau Bartkiewicz. Oddziały Komitetu powstały wkrótce m.in. w Poznaniu, Łodzi, Toruniu, Gdańsku, Lipsku, Monachium, Hamburgu, Pradze, Wiedniu. Zasadniczym celem jego działalności była organizacja opieki społecznej nad ludnością białoruską przebywającą w niemieckiej strefie wpływów oraz działalność kulturalno-oświatowa. Finansowany był ze składek członków i sprzedaży białoruskiej literatury. Formalnie Komitet był niezależny, lecz faktycznie znajdował się pod wpływem Ministerstwa Spraw Wewnętrznych Rzeszy. Krótko przed atakiem wojsk niemieckich na ZSRR stał się też ośrodkiem działalności politycznej. Na początku 1942 r. BKS otrzymał zezwolenie na prowadzenie kursów białoruskich w Berlinie. Ukończyło je ok. 30 osób, którym Niemcy zabronili jednak wyjechać na Białoruś do pracy w okupacyjnej administracji niemieckiej. Przez cały okres swojej działalności Komitet wydawał książki białoruskich autorów, np. powieść Symon-Muzyka Jakuba Kołasa, zbiór wierszy Ad rodnych niu Łarysy Hienijusz, podręcznik języka niemieckiego Padrucznik niamieckaha jazyka dla biełarusau, czy Historyja Biełarusi u kartach. Organizował liczne spotkania, seminaria, konferencje itp. Na pocz. 1944 r. liczył ok. 13 tys. członków. Jego działalność zakończyła się pod koniec wojny.